# حق سکوت (فیلم آمریکایی)
حق سکوت (به انگلیسی: The Right to Remain Silent) یک فیلم تلویزیونی آمریکایی محصول سال ۱۹۹۶ با بازی رابرت لوجا و لی تامپسون می‌باشد.

## بازیگران اصلی
- رابرت لوجا در نقش مایک بروسلو
- لی تامپسون در نقش کریستین پالی
- ال ال کول جی به عنوان چارلز رد تیلور
- آماندا پلامر نقش پائولینا مارکوس
- کریستوفر لوید نقش جانی بنیامین
- لورا سن جاکومو نقش نیکول ساویتا
- فیشر استیونس در نقش دیل مایرزون
- جاج رینهولد
- پاتریک دمپسی نقش تام هریس
- کارل راینر نقش نورمن فریدلر

## جوایز
این فیلم نامزد دریافت دو جایزه جایزه کیبل‌ای‌سی‌ئی شد.